# Archeologia wspólnotowa
Archeologia wspólnotowa – prowadzenie badań archeologicznych z uwzględnieniem wkładu lokalnych społeczności w badanie, zachowanie i ochronę dziedzictwa archeologicznego, a także sposobu postrzegania przez nich odkrywanych pozostałości. Szerzej można ją zdefiniować jako zaangażowanie w archeologię osób spoza tej dyscypliny. Funkcjonuje jako tłumaczenie angielskiego terminu community archaeology. W dyskursie pojawia się również określenie archeologia angażująca, które odnosi się do pokrewnego terminu collaborative archaeology, czyli angażowania społeczności lokalnych do wspólnych, partnerskich działań na rzecz badań archeologicznych i ochrony dziedzictwa.

## Charakterystyka
Archeologia wspólnotowa obejmuje różnorodne formy współpracy pomiędzy archeologami a społecznościami lokalnymi, od konsultacji społecznych po aktywne uczestnictwo mieszkańców w badaniach wykopaliskowych i interpretacji znalezisk. Ważnym aspektem tej dziedziny jest demokratyzacja wiedzy o przeszłości, umożliwiająca większy dostęp do wyników badań i ich wpływ na lokalną tożsamość kulturową. W Polsce archeologia wspólnotowa rozwija się jako część szerszego nurtu archeologii publicznej, który kładzie nacisk na aktywne angażowanie społeczności lokalnych w badania, interpretację oraz ochronę dziedzictwa archeologicznego. W ramach tego podejścia szczególne znaczenie mają inicjatywy prowadzone na terenach związanych z trudną przeszłością, w tym miejscami pamięci oraz stanowiskami zagrożonymi zniszczeniem.

## Archeologia wspólnotowa w Polsce
Projekt CARE (Community Archaeology in Rural Environments: Meeting Social Challenges) to międzynarodowa inicjatywa realizowana w latach 2019 - 2022, której celem było m.in. określenie potencjału archeologii wspólnotowej. W ramach projektu prowadzono działania angażujące społeczności lokalne obszarów wiejskich do eksploracji oraz inwentaryzacji miejsc o historycznym znaczeniu, co pozwoliło na rekonstrukcję dawnej struktury osadniczej oraz ochronę materialnych świadectw historii przed zniszczeniem.
"Nauka dla społeczeństwa, społeczeństwo dla nauki w Miejscu Pamięci Narodowej w Łambinowicach" to interdyscyplinarny projekt naukowy realizowany w okresie 2022 - 2024, mający na celu odnalezienie, zmapowanie oraz inwentaryzację materialnych pozostałości po funkcjonujących na obrzeżach wsi Łambinowice obozach jenieckich i przesiedleńczych. We współpracy z lokalnymi społecznościami przeprowadzone zostały badania archeologiczne, a istotnym elementem projektu były  wystawy i spotkania edukacyjne.